# 12月3日
12月3日是公历一年中的第337天（闰年第338天），离全年结束还有28天。

## 大事記

### 19世紀以前
- 1283年：在蒙古人首次入侵緬甸時，牙嵩延的堡壘經過兩個月的圍攻後被攻破。
- 1800年：法國將軍讓·莫羅領導的法軍在霍恩林登戰役對神聖羅馬帝國軍隊取得決定性的勝利，迫使第二次反法同盟的崩潰。

### 19世紀
- 1818年：伊利諾領地南部地區加入美國聯邦，成為第21州份伊利諾州，伊利諾領地其餘地區併入密西根領地。
- 1834年：德意志關稅同盟开始首次定期人口普查。
- 1854年：澳洲維多利亞省巴拉瑞特金礦礦工發起的武裝起事遭到鎮壓，造成至少22人死亡。
- 1859年：英格蘭傳教士亨利•湯森（英语：Henry_Townsend_(missionary)）於奈及利亞創辦該國第一份報紙《Iwe Irohin》[1]。
- 1863年：曾国藩委派容闳出洋购买机器。
- 1880年：前直隶提督劉銘傳奏请试办铁路。
- 1888年：香川县從爱媛县裡分離出來；至此，日本現代的行政區劃已確立。

### 20世紀
- 1904年：美国天文学家珀赖因在加利福尼亚州利克天文台发现木星的卫星木卫六。
- 1907年：美国总统西奥多·罗斯福于国情咨文中首次提出用庚子赔款援助中国教育，该賠款歸還中國後創立清華大學。
- 1908年：宣统溥仪登基大赦天下。
- 1910年：在巴黎車展上，霓虹灯首次亮相。
- 1912年：巴爾幹同盟与奥斯曼帝国签署停战协议，结束第一次巴尔干战争。
- 1944年：希腊人民解放军成员在雅典游行时与警方发生冲突，希腊内战爆发。
- 1945年：英国“吸血鬼-I型”战斗机实现了喷气式飞机在航空母舰上的首次起降。
- 1948年：中國輪船招商局的客輪江亞輪在上海市吳淞口誤觸水雷沉沒，造成超過3,000人死亡。
- 1949年：《广西日报》于桂林创刊。
- 1953年：联合国大会通过试图朝鲜实现停战的804號決議。
- 1953年：冷冻精子进行人工授精首获成功。
- 1954年：中華民國與美國雙方在华盛顿簽署《中美共同防禦條約》。
- 1959年：新加坡在大英帝國轄下組成自治政府6個月後，新加坡国旗、新加坡国徽与新加坡国歌正式启用。
- 1961年：东德开始加固柏林圍牆。
- 1966年：澳門群眾與警方爆發嚴重警民衝突，隨後演變為反對葡屬澳門政府的大規模動亂，造成至少8人死亡，200餘人受傷。
- 1967年：南非醫師克里斯蒂安·巴納德於開普敦完成世界首例心臟移植手術。
- 1971年：美国人埃尔金·朗（英语：Elgen Long）第一次单人驾机作南北向环球飞行。
- 1971年：巴基斯坦空军对印度展开成吉思汗行動，1971年印巴战争爆发。
- 1973年：美國國家航空暨太空總署的太空探測器先鋒10號將第一批木星照片傳至地球。
- 1976年：牙買加雷鬼音樂之父巴布·馬利在遭遇一名身分不明人士暗殺後倖存下來。
- 1979年：世界无线电行政大会通过决议，用更精确的协调世界时取代格林威治时间。
- 1980年：在秦始皇陵西侧7米多深处，发掘出两乘大型铜马车。
- 1981年：香港藍田木屋區四級大火。
- 1982年：联合国大会通过《关于残疾人的世界行动纲领》。
- 1984年：美國聯合碳化物設於印度博帕爾的工廠發生氰化物洩漏事故，造成至少3,787人死亡，受影響人數估計超過55萬人
- 1989年：世界首例肝、心、肾多器官移植手术成功。
- 1989年：美国总统布什与苏联领导人戈尔巴乔夫在马耳他举行高峰会，象征冷战的结束。
- 1990年：中国历史上最大的字典《汉语大字典》出版，收单字5.6万多个，分八卷。
- 1993年：格魯吉亞正式加入獨立國家聯合體。
- 1994年：索尼研发的PlayStation于日本发售。
- 1997年：121个国家于签订加拿大渥太華《国际反地雷公约》，但是美国、俄罗斯和中国拒绝签署。
- 1998年：人类首次徒步穿越雅鲁藏布江大峡谷。
- 1999年：居港權人士香港特別行政區政府總部集會演變成衝突，警方施放胡椒噴霧驅散示威者。
- 1999年：美國國家航空暨太空總署的火星極地著陸者號在登陸火星的過程中失去聯繫，任務失敗。

### 21世紀
- 2002年：中國上海奪得2010年世界博覽會主辦權。
- 2006年：台灣台南縣楠西鄉發生遊覽車事故。
- 2007年：澳大利亞正式簽署京都議定書，使得美國成為全世界唯一一個未簽署的「已開發國家」。
- 2010年：中国铁路高速动车组CRH380A在京沪高铁枣庄-蚌埠先导段创下486.1km/h的运营编组试验最高速纪录。[2]。
- 2013年：美國聯邦法官核准底特律破產申請，該破產案成為美國史上最大公眾破產案件[3][4]。
- 2021年：紐西蘭COVID-19保護機制（交通燈系統）啟動。[5]
- 2021年：用於連結中國雲南省昆明市到寮國首都永珍的玉磨鐵路和磨萬鐵路正式通車，也是中國和寮國之間首條鐵路。
- 2024年：韩国总统尹锡悦以清剿国内亲朝鲜势力为由，宣布国家进入戒严状态。

## 出生
- 1368年：查理六世，法蘭西國王（1422年逝世）
- 1729年：安东尼奥·索勒，西班牙加泰隆尼亞作曲家、管風琴師、神父（1783年逝世）
- 1755年：吉爾伯特·斯图爾特，美國肖像畫家，一元美鈔喬治·華盛頓肖像作者（1828年逝世）
- 1795年：羅蘭·希爾爵士，英國教育家，20世纪邮政制度改革者（1879年逝世）
- 1800年：弗蘭策·普列舍仁，斯洛維尼亞詩人，《十四行詩集》作者（1849年逝世）
- 1835年：小松帶刀，日本明治時代政治人物（1870年逝世）
- 1838年：克利夫蘭·阿貝，美國气象學家（1916年逝世）
- 1838年：普魯士的路易絲，普魯士王國公主（1923年逝世）
- 1842年：愛德華·皮爾遜·拉姆齊，澳大利亞動物學家（1916年逝世）
- 1842年：菲比·赫斯特，美國慈善家、女權主義者（1919年逝世）
- 1857年：約瑟夫·康拉德，波蘭裔英國作家（1924年逝世）
- 1877年：王国维，中国作家（1927年逝世）
- 1879年：永井荷風，日本小說家（1959年逝世）
- 1880年：費多爾·馮·博克，德國陸軍元帥（1945年逝世）
- 1882年：種田山頭火，日本俳句詩人（1940年逝世）
- 1883年：，奥地利作曲家，新維也納樂派代表人物之一（1945年逝世）
- 1884年：拉金德拉·普拉萨德，印度政治人物，首任印度總統（1963年逝世）
- 1886年：曼内·西格巴恩，瑞典物理學家，1924年諾貝爾物理學獎得主（1978年逝世）
- 1887年：東久邇宮稔彥王，日本皇室成員，第43任內閣總理大臣（1990年逝世）
- 1895年：安娜·弗洛伊德，奥地利心理學家（1982年逝世）
- 1899年：池田勇人，日本政治人物，第58－60任內閣總理大臣（1965年逝世）
- 1900年：里夏德·庫恩，奥地利化學家，1938年諾貝爾化學獎得主（1967年逝世）
- 1902年：渊田美津雄，日本參與偷襲珍珠港戰役的海軍航空兵（1976年逝世）
- 1903年：瑪麗·貝爾，澳洲飛行員（1979年逝世）
- 1909年：夏洛特·克雷奇曼，德國超級人瑞（2024年逝世）
- 1911年：尼諾·羅塔，義大利作曲家（1979年逝世）
- 1912年：吳回，香港電影導演、演員（1996年逝世）
- 1914年：陳有后，香港資深演員（2010年逝世）
- 1918年：阿卜杜爾·哈里斯·納蘇蒂安，印尼第2任人民協商會議主席（2000年逝世）
- 1923年：萬桐書，中國民族音樂學家（2023年逝世）
- 1924年：約翰·巴科斯，美國計算機科學家（2007年逝世）
- 1924年：金大中，韓國政治人物，第15任韓國總統（2009年逝世）
- 1924年：威爾·科化，荷蘭足球領隊，科化足球訓練法創始人（2011年逝世）
- 1924年：弗朗西斯科·何塞，菲律賓英語作家（2022年逝世）
- 1927年：安迪·威廉斯，美國歌手、演員（2012年逝世）
- 1930年：尚盧·高達，法國、瑞士導演，法國新浪潮電影奠基者之一（2022年逝世）
- 1933年：保羅·克魯岑，荷蘭大氣化學家，1995年諾貝爾化學獎得主（2021年逝世）
- 1933年：桂詩勤，香港前路政署署長（2018年逝世）
- 1934年：維克托·戈爾巴特科，前蘇聯太空人（2017年逝世）
- 1934年：阿維馬埃爾·古斯曼，秘鲁共产党領袖（2021年逝世）
- 1935年：艾迪·伯尼斯·強森，美國政治人物，曾任德克薩斯州眾議院議員（2023年逝世）
- 1935年：胡應湘，香港企業家，合和實業創辦人
- 1936年：瑪麗·艾麗斯，美國女演員（2022年逝世）
- 1940年：篠山紀信，日本攝影師（2024年逝世）
- 1944年：拉爾富·麥可泰爾，英國創作歌手
- 1948年：，英國歌手，樂團黑色安息日主唱（2025年逝世）
- 1948年：李慶華，台灣中國國民黨籍立法委員
- 1949年：程翔，香港、新加坡記者
- 1950年：陳百祥，香港演員
- 1951年：尼克尼克·武羅巴拉武，萬那杜政治人物，現任萬那杜總統
- 1952年：旺阿兹莎，第十二任马来西亚副首相，亦是该国史上第一位女性副首相
- 1957年：梁志祥，香港政界人物
- 1957年：岩里祐穗，日本流行音樂作詞人
- 1960年：戴露·漢娜，美國演員、環保鬥士
- 1960年：茱莉安·摩爾，美國演員
- 1961年：李開復，臺灣計算機科學家、企業家
- 1963年：特麗·夏沃，美國一名因丈夫堅持移除生命支持系統導致諸多爭議的婦女（2005年逝世）
- 1963年：角木肇，日本動画機械設定師
- 1965年：內田夕夜，日本男性聲優
- 1965年：安德魯·斯坦頓，美國電影導演、編劇、製片人，皮克斯動畫工作室、索尼動畫工作室重要成員
- 1965年：卡特琳娜·维特，德國花式溜冰運動員
- 1966年：費林明·保臣，丹麥退役足球員
- 1968年：老狼，中國歌手
- 1968年：，美國演員
- 1969年：萬瑪才旦，中國作家、編劇、電影導演（2023年逝世）
- 1969年：柳信美，台灣職業撞球選手
- 1969年：克里斯·麥肯納，美國編劇、製作人
- 1970年：保羅·柏德，美國職業棒球運動員
- 1970年：林賽·亨特，美國職業籃球運動員
- 1970年：克里斯蒂安·卡倫布，新喀里多尼亞裔法國足球運動員
- 1971年：漢克·蒂默，荷蘭足球運動員
- 1972年：傑米·瑟吉爾，印度演員
- 1973年：霍莉·瑪麗·庫姆斯，美國演員
- 1973年：森美，香港藝人、電台節目主持人
- 1978年：章志文，香港演員
- 1979年：姚芊羽，中國女演員
- 1979年：康坎娜·森·沙瑪，印度女演員、作家、導演
- 1979年：蒂芬妮·哈戴許，美國女演員、喜劇演員、作家
- 1979年：西恩·帕克，美國創業家，曾創立Napster、Plaxo，Facebook首任總裁
- 1980年：安娜·克倫斯基，美國演員
- 1980年：珍娜·戴溫，美國演員、舞者
- 1981年：，西班牙退役足球運動員
- 1981年：麗莎·拉琵拉，美國女演員
- 1982年：房祖名，原美籍改入中國籍香港演員、歌手，成龍唯一正式婚生子
- 1982年：美竹涼子，日本AV女優
- 1982年：黃致列，韓國歌手
- 1982年：，迦納足球運動員
- 1982年：亞當·溫高德，美國電影導演、編劇、製片人、攝影指導、剪輯師、演員
- 1985年：切赫·拉斯洛，匈牙利游泳運動員
- 1985年：，美國女演員、歌手、模特兒
- 1987年：艾麗西亞·萨克拉莫内，美國女子體操運動員
- 1988年：周防雪子，日本AV女優
- 1988年：川谷绘音，日本創作歌手
- 1990年：龍清泉，中國舉重運動員
- 1990年：彭小苒，中國女演員
- 1993年：小野夕子，日本AV女優
- 1993年：安月名莉子，日本女歌手
- 1994年：芹澤優，日本女性聲優、偶像
- 1994年：京本大我，日本男子偶像團體SixTONES成員
- 1995年：入山杏奈，日本女子偶像團體AKB48成員
- 1996年：周庭，香港社運人士、YouTuber，香港眾志前副秘書長
- 1997年：涼森玲夢，日本AV女優
- 1997年：麥可·諾曼，美國男子田徑運動員
- 生年不詳：小野將夢，日本男性聲優

## 逝世
- 1552年：方濟·沙勿略，西班牙籍天主教傳教士，耶穌會創始人之一（1506年出生）
- 1610年：本多忠勝，日本大名（1548年出生）
- 1823年：喬瓦尼·巴蒂斯塔·貝爾佐尼，義大利探險家（1778年出生）
- 1867年：玛格丽特·利亚·休斯顿，德克薩斯共和國第一夫人（1819年出生）
- 1888年：卡爾·蔡司，德国光学仪器企业家（1816年出生）
- 1894年：羅伯特·史蒂文森，英国作家（1850年出生）
- 1919年：奥古斯特·雷诺阿，法国印象主义画家（1841年出生）
- 1920年：威廉·阿布尼（英语：William de Wiveleslie Abney），英国天文學家、化学家、攝影師（1843年出生）
- 1923年：古斯塔夫·布洛赫，法國古代史學家（1848年出生）
- 1928年：以斯拉·米克，美國拓荒先鋒（1830年出生）
- 1937年：樂以琴，中華民國空軍王牌飛行員、抗日烈士（1914年出生）
- 1956年：费利克斯·伯恩斯坦，德國數學家（1878年出生）
- 1974年：顾准，中国经济学家（1915年出生）
- 1979年：张国焘，中国人民解放军创始人之一（1897年出生）
- 1986年：王宽诚，香港总商会荣誉会长（1907年出生）
- 1993年：刘易斯·托马斯，美國医生、教育家（1913年出生）
- 1996年：巴布拉克·卡尔迈勒，阿富汗政治人物，第3任阿富汗民主共和國部長會議主席（1929年出生）
- 1999年：埃德蒙·萨弗拉（英语：Edmond Safra），美国利宝银行（英语：Republic New York）创始人（1932年出生）
- 2004年：陈省身，華裔美國數學家（1911年出生）
- 2010年：马宁，中国人民解放军开国空军少将，中国人民解放军第三任空军司令员（1922年出生）
- 2011年：王春花，中國核工業專家、高級工程師（1940年出生）
- 2015年：楚庄，中國民主促進會第七屆至第十屆中央委員會副主席，第十一屆中央委員會名譽副主席（1928年出生）
- 2018年：羅慧夫，美國外科醫生及傳教士，臺灣唇顎裂縫補權威[6]（1927年出生）
- 2018年：嚴凱泰，裕隆集團董事長（1965年出生）
- 2019年：車璌河，韓國男演員（1992年出生）
- 2021年：八奈見乘兒，日本男性演員、聲優（1931年出生）
- 2021年：拉明·迪亚克，塞內加爾跳遠運動員，國際奧林匹克委員會委員（1933年出生）
- 2021年：，美國化學家（1938年出生）
- 2021年：新井满，日本作家、作曲家、歌手、攝影師、連環畫家（1946年出生）
- 2024年：埃卡特琳娜·萬恰，羅馬尼亞女子賽艇運動員（1954年出生）

## 节假日和习俗
- 國際身心障礙者日
- 天主教會：聖方濟沙勿略瞻禮
- 古巴：医师节
- 中華民國：檳榔防制日